# A Ginger naplója epizódjainak listája
A Ginger naplója egy amerikai animációs sorozat, amely 2000. október 25. és 2006. november 14. között futott a Nickelodeon csatornán. Az epizódok készítését 2004-ben fejezték be, nemzetközi forgalmazásban valamennyit leadták, az Egyesült Államokban azonban voltak részek, amelyeket nem mutattak be. Két epizódot a Nicktoons adott le 2006-ig, 2016-ban pedig még négyet a TeenNick. A fennmaradó két rész közül az egyiket, a sorozatot lezáró epizódot már 2004-ben megjelentették DVD-n, végül ez, illetve egy újabb, addig le nem adott rész a CBS All Access (Paramount+) szolgáltatásban vált elérhetővé 2021-ben.

## Évados áttekintés
| Évad | Évad  | Epizódok | Epizódok                            | Eredeti vetítés                     | Eredeti vetítés    | Eredeti adó |
| Évad | Évad  | Epizódok | Epizódok                            | Első rész                           | Utolsó rész        | Eredeti adó |
| ---- | ----- | -------- | ----------------------------------- | ----------------------------------- | ------------------ | ----------- |
|      | Pilot | Pilot    | Pilot                               | 2015. október 9.                    | 2015. október 9.   |             |
|      | 1     | 20       | 20                                  | 2000. október 25.                   | 2001. december 10. |             |
|      | 2     | 20       | 20                                  | 2002. február 11.                   | 2003. június 29.   |             |
|      | 3     | 20       | 12                                  | 2003. augusztus 9.                  | 2004. július 4.    |             |
| 2    | 3     | 20       | 2004. november 24.                  | 2006. november 14.                  |                    |             |
| 6    | 3     | 20       | 2016. október 22., 2021. január 12. | 2016. október 22., 2021. január 12. |                    |             |

## Epizódok

### Pilot (1998)
Az eredetileg 1998-ban készült pilot epizódot 2015. október 9-én tűzte a műsorára a TeenNick, de már korábban, 2005-ben megjelent DVD-n is.
Ebben az epizódban Gingert meghívják Courtney bulijára, viszont vigyáznia kellene az öccsére, Carl-ra. Magával viszi őt is, majd a hátsó udvaron kikötözi. A buliban üvegezni kezdenek, Ginger pedig kipörgeti magának Ian Richtont, aki tetszik neki. De még mielőtt csókolóznának, beront a szobába Blake, Courtney öccse, egy szál alsónadrágban, és tönkreteszi a bulit. Később Ian azért megcsókolja Gingert. Ezalatt Dodie és Macie a saját bulijukat rendezik meg Dodie házában.

### Első évad (2000-2001)
| Sor. | Év.    | Cím                                       | Rendező                               | Író                                                   | Premier            |
| --- | ------ | ----------------------------------------- | ------------------------------------- | ----------------------------------------------------- | ------------------ |
| 1. | 1.     | Az ajándék (Ginger the Juvey)             | Sylvia Keulen                         | Emily Kapnek                                          | 2000. október 25.  |
| Ginger meghívást kap Courtney születésnapi bulijára, de fogalma sincs, milyen ajándékot vigyen. Miranda azt mondja neki, hogy egy bank bejárata elől ellopott bejárat-táblával szerezné a legnagyobb örömet. Ginger, Dodie, Macie és Darren benne is vannak az akcióban, de Miranda értesíti az apját, aki rendőr. Ezalatt Blake ellopja Carl legféltettebb kincsét: egy tartósított szemgolyót. |        |                                           |                                       |                                                       |                    |
| 2. | 2.     | Carl and Maude                            | Cathy Malkasian                       | Emily Kapnek                                          | 2000. november 1.  |
| Courtney meghívatja magát Gingerék házába vacsorára. Ugyanarra az estére Carl egy másik vacsoravendéget hív: Maude-ot az idősek otthonából, akivel jól összebarátkozott. Hoodsey féltékeny, amiért Carl ennyi időt tölt új barátjával, ráadásul nem előnyére változott meg. Miközben Ginger megpróbálja megjátszani, hogy Maude a nagyanyja, Carl meg akarja kérni a kezét. Ám Maude meghal vacsora közben. |        |                                           |                                       |                                                       |                    |
| 3. | 3.     | Stealing First                            | Carol Millican                        | Emily Kapnek                                          | 2000. november 8.  |
| Ginger nem tud síelni, ezért nem mer elmenni az osztállyal egy sítúrára. Courtney fogad Mirandával, hogy a francia cserediák, Jean-Pierre csókolózik majd Gingerrel a síliftben. Carl és Hoodsey meg akarják dönteni a rekordját a leghosszabb ideig síliftben ragadásnak. Mikor a szerkezet megáll, Jean-Pierre csakugyan meg akarja csókolni Gingert, de ő kiesik, és ekkor jön rá, hogy tud síelni. Ennek azonban ára van, mert nekimegy Darrennek, akinek eltörik a lába. |        |                                           |                                       |                                                       |                    |
| 4. | 4.     | Pizsamaparti (Sleep on It)                | Frank Marino                          | Emily Kapnek, Evan M. Katz & Kate Boutilier           | 2000. november 15. |
| Courtney meghallja, ahogy Ginger egy pizsamapartiról beszél, és elhatározza, hogy ő is tart egyet, habár nem tudja pontosan, hogy is kellene. Miranda és Mipsy megpróbálják úgy láttatni Gingert, mintha álmában bepisilt volna. Ezalatt Blake is megtartja a saját pizsamapartiját. Carl nem mehet el, mert büntetésben van, ezért egy mini videokamera segítségével lesz jelen, hogy Hoodsey visszalophassa neki a szemgolyót. |        |                                           |                                       |                                                       |                    |
| 5. | 5.     | Of Lice and Friends                       | Ron Noble                             | Emily Kapnek & Sheila M. Anthony                      | 2000. november 22. |
| Miközben a Lucky Jr.-ban tetűjárvány tör ki, Dodie lesz az új iskolarádió-bemondó. Ginger szerint barátnője kissé túlzásba esik, amikor pletykákat kezd el kiteregetni. Végül a keze ügyébe kerül az a lista is, amin a tetves diákok is szerepelnek - úgy véli, mindenkinek joga van megtudni, kik azok, és az egyikük ráadásul Courtney. Gingernek végül sikerül megakadályoznia a beolvasást. Blake színes szárnyú legyeket akar létrehozni, Carl és Hoodsey pedig szabotálják a kísérleteit. |        |                                           |                                       |                                                       |                    |
| 6. | 6.     | Barátság vagy szerelem? (Dare I, Darren?) | Dean Criswell                         | Emily Kapnek                                          | 2000. december 3.  |
| Miután Miranda azt mondja neki, hogy szép pár lennének, Ginger egyre inkább szerelmesen kezd el Darrenre tekinteni. Moziba mennek, amit ő randinak fog fel, Darren azonban csak baráti időtöltésnek. Blake-nek kiveszik a manduláit. |        |                                           |                                       |                                                       |                    |
| 7. | 7.     | Helló, idegen (Hello Stranger)            | Mark Risley                           | Emily Kapnek                                          | 2000. december 10. |
| Ginger egy üdvözlőlapot kap az apjától, ő pedig meghívja egy rendezvényre, amikor a versét olvassa fel. Ígérgetései ellenére aztán végül mégsem jelenik meg, ami nagyon elkeseríti Gingert. Lois véletlenül megissza Carl preparált kígyómérgét, mert azt hiszi rá, hogy limonádé. Ezért kórházba kerül, és hamarosan bekerül mellé Carl is, akit megharapott egy majom, és most úgy is viselkedik. Az epizódot 2001-ben Emmy-díjra jelölték. |        |                                           |                                       |                                                       |                    |
| 8. | 8.     | Szőrproblémák (Cry Wolf)                  | Carol Millican                        | Emily Kapnek & Alice Miller                           | 2001. január 14.   |
| Egy tűzriadópróba során Dodie véletlenül elkotyogja Mirandának, hogy Ginger anyja nem engedi meg a lányának, hogy borotválja a lábát. Miranda ezzel az információval kezdi el zsarolni Gingert, hogy csináljon meg neki mindent, és hogy maradjon távol Courtney-tól. Carl ezalatt összegyűjt egy rakás szőrt, hogy ő lehessen a Farkasfiú. |        |                                           |                                       |                                                       |                    |
| 9. | 9.     | A medencés buli (The Right Stuff)         | Frank Marino                          | Sarah Jane Cunningham & Eryk Casemiro                 | 2001. január 21.   |
| Macie és Courtney emelt szintű franciára kezdenek el járni. Courtney ezt kihasználva akar közelebb kerülni Darren bátyjához, Willhez. Macie önkéntelenül ajánlkozik, hogy rendez egy medencés bulit. Két lány, Chantal és Andrea azt tervezik, hogy a bulin megszégyenítik Courtneyt Will előtt, méghozzá úgy, hogy lerántják a bikinifelsőjét. Macie rájön a tervre és a többiek segítségével megakadályozza azt. Carl és Hoodsey egy iskolai projekthez Albert Einstein DNS-ét tervezik megszerezni. |        |                                           |                                       |                                                       |                    |
| 10. | 10.    | Kiss and Make-up                          | Ron Noble                             | Emily Kapnek & David Regal                            | 2001. január 28.   |
| Lois megtiltja Gingernek, hogy kisminkelje magát az iskolai fotózásra, ezért Dodie-val és Macie-vel saját maguk gyártanak anyagot hozzá. Carl és Hoodsey összebarátkoznak egy kukással, és bejutnak Griplingékhez, mely során megszerzik a szemétből Blake babatakaróját. |        |                                           |                                       |                                                       |                    |
| 11. | 11.    | Kémiaóra (The 'A' Ticket)                 | Dean Criswell                         | Emily Kapnek & Sheila M. Anthony                      | 2001. február 4.   |
| Kémiaórán Ginger Ian Richtonnal kerül párba, aminek a fiú is örül. Ginger azt gondolja, hogy romantikus érzéseket táplál iránta, de Iannek csak az áll érdekében, hogy jó jegyet kapjon, és így az iskolai focicsapatban maradhat. Carl, Hoodsey és Brandon harangjátékszólóra készülnek. |        |                                           |                                       |                                                       |                    |
| 12. | 12.    | Come Back, Little Seal Girl               | Carol Millican                        | Emily Kapnek, Sarah Jane Cunningham & Suzie Villandry | 2001. február 11.  |
| Ginger, Dodie és Macie egyetértenek abban, hogy a gyerekkori hősük, a Kis Fókalány alapján adnak elő egy jelenetet az iskolai tehetségkutató versenyen. Csakhogy Ginger és Dodie meggondolják magukat, mert túl gyerekesnek találják. Macie úgy érzi, hogy elárulták, és egyedül csinálja végig. Carl megérint egy mummifikált kezet, amiről úgy véli, elátkozott. |        |                                           |                                       |                                                       |                    |
| 13. | 13.    | Blizzard Conditions                       | Ron Noble                             | Eryk Casemiro                                         | 2001. február 25.  |
| Hóvihar tör ki, Gingeréknek pedig meg kell írniuk a leckéjüket, ami egy túléléssel kapcsolatos történet. Inspirációt tudnak abból meríteni, amikor Courtney-ékat kell kimenteni a hó fogságába esett limuzinjukból. Carl és Hoodsey egy fogorvos kutyájára vigyáznak, köpetért cserébe. |        |                                           |                                       |                                                       |                    |
| 14. | 14.    | Déjà Who?                                 | Dean Criswell                         | Emily Kapnek & Sheila M. Anthony                      | 2001. március 4.   |
| Courtney ebéd közben allergiás rohamot kap a felszolgált hústól, pont azon a héten, amikor egy szenátor fiát kell kísérgetnie, rábeszélve arra, hogy jelentkezzen az iskolába. Ezért aztán felkéri Gingert, hogy játssza el őt. Dodie és Macie féltékenyek lesznek, amiért Ginger más körökben kezd el a szerepe szerint mozogni. Loist az frusztrálja, hogy a szerepe miatt Ginger hivatalosan egy hétig hiányzik az iskolából. Hoodsey beüti a fejét és amnéziás lesz. Robnak kezdi el magát nevezni, Carllal nem akar barátkozni, és helyette inkább Brandonnal töltené az idejét, Mrs. Bishop nagy örömére. |        |                                           |                                       |                                                       |                    |
| 15. | 15.    | Piece of My Heart                         | Frank Marino & Joseph Scott           | Emily Kapnek & Rain Austin Chandler                   | 2001. április 29.  |
| Hoodseynak tetszik Macie, ezért inkognitóban elhívja őt az iskolai bálra. Darren azt hiszi, hogy Courtney meg őt hívta meg, de valójában a bátyját, Willt. Carl és Blake meg akarják szerezni egy disznó szívét, hogy megmenthessék egy tehén életét. |        |                                           |                                       |                                                       |                    |
| 16-18. | 16-18. | Season of Caprice                         | Mark Risley, Ron Noble, Dean Criswell | Emily Kapnek                                          | 2001. július 7.    |
| Nyári szünet van, Ginger, Dodie és Macie pedig Camp Caprice-en töltik, ahol csak lányok táboroznak. Csakhogy ezúttal Courtney is itt van, aki be akarja bizonyítani, hogy egyáltalán nincsenek olyan magas igényei, mint azt Miranda állítja róla. Ginger találkozik egy fiúval, Sashával, akibe beleszeret. A tó másik oldalán egy katonai tábor működik, amit Miranda apja vezet, és Miranda, valamint Darren is itt kötnek ki. A megpróbáltatások kicsit közelebb hozzák őket egymáshoz. Ezalatt a városban Carl és Hoodsey egy titokzatos kutyanepper nyomában járnak.                                      |        |                                           |                                       |                                                       |                    |
| 19. | 19.    | I Spy a Witch                             | Frank Marino                          | Eryk Casemiro                                         | 2001. október 26.  |
| Gingert megvádolják azzal, hogy tönkretett egy szobrot, és ezért kirakják az iskolai musical főszerepéből is. A valódi elkövetők Miranda és Mipsy voltak, akik azért tették, hogy kitoljanak Gingerrel. Carl nem tud elég ütős tréfát kieszelni Halloweenre, ezért úgy dönt, megidézi Maude szellemét, hogy segítsen. |        |                                           |                                       |                                                       |                    |
| 20. | 20.    | An "Even Steven" Holiday Special          | Carol Millican                        | Emily Kapnek                                          | 2001. december 10. |
| Ginger felfedezi, hogy negyedrészt zsidó. Ennek hatására hanuka-bulit akar tartani, és ezért hátat fordít Dodie karácsonyi bulijának. Miután ez felzaklatja barátnőjét, úgy dönt, egyesíti a kettőt. Hoodsey rájön, hogy Carl nem hisz a Mikulásban, mert a barátja mindig azt kívánja, hogy az apja jöjjön haza az ünnepekre, és ez sosem teljesül. Ezért aztán egy utcai Mikuláshoz fordul segítségért, akiről kiderül, hogy ő az apa, aki ezt meghallva teljesíti Carl kívánságát. |        |                                           |                                       |                                                       |                    |

### Második évad (2002-2003)
| Sor. | Év. | Cím                                              | Rendező               | Író                                            | Premier           |
| --- | --- | ------------------------------------------------ | --------------------- | ---------------------------------------------- | ----------------- |
| 21. | 1.  | Never Can Say Goodbye                            | Mark Risley           | Emily Kapnek                                   | 2002. február 11. |
| Darrennek leveszik a fogszabályzóját, aminek hatására kiderül, hogy jóképű, és hirtelen nagyon népszerű lesz. Ginger azt hiszi, hogy ő az egyetlen, akinek tetszik, ám más lányok is hasonlóan gondolnak rá. Miközben Darren és Miranda randizni kezdenek, Ginger egy tévéműsorból azt a következtetést vonja le, hogy a legjobb, ha ő lesz a "lelki szemetesládája". Eltűnik Brandon házimajma, Mr. Licorice, és Carl meg Hoodseyt kéri meg, hogy segítsenek megtalálni.                                                                                                 |     |                                                  |                       |                                                |                   |
| 22. | 2.  | Gym Class Confidential                           | Dean Criswell         | Eryk Casemiro                                  | 2002. február 17. |
| Testnevelésórán a lányok egy filmet néznek a pubertásról. Macie megretten az egésztől, Ginger pedig attól fél, hogy a pubertás hatással lesz a barátságukra is. Hoodsey szégyell meztelenkedni mások előtt, ezért sosem zuhanyzik le tornaóra után. Carl meg akarja dönteni a világ legkoszosabb emberének rekordját. |     |                                                  |                       |                                                |                   |
| 23. | 3.  | Fast Reputation                                  | Joseph Scott          | Barbara Schwartz & Sheila M. Anthony           | 2002. február 24. |
| Ginger, aki megunja, hogy "jó kislányként" tartják számon, elhatározza, hogy elmegy egy középiskolás buliba. Ott találkozik egy Jake nevű sráccal - elterjed, hogy összejöttek, ami tönkreteszi Ginger hírnevét. Carl és Hoodsey saját ételfutár-vállalkozásba kezdenek, bizarr nevű ételekkel. |     |                                                  |                       |                                                |                   |
| 24. | 4.  | The Nurses' Strike                               | Michael Dædalus Kenny | Sheila M. Anthony                              | 2002. március 10. |
| A nővérek sztrájkolnak, ezért Lois is otthon marad. Saját takarítóvállalkozást indít a kieső bére kompenzálására, ami szégyenérzettel tölti el Gingert. Mivel neki egy kirándulásra kell a pénz, úgy dönt, csatlakozik az anyjához, és rájön, hogy az egész jó móka. Mikor Miranda rájön erre, ráveszi Courtneyt, hogy bérelje fel Loist, csak hogy ezzel megszégyenítse Gingert. Carl és Hoodsey Mitty igazgató kutyáját tanítják. |     |                                                  |                       |                                                |                   |
| 25. | 5.  | Trouble in Gal Pal Land                          | Ron Noble             | Sheila M. Anthony                              | 2002. március 17. |
| Courtney és Miranda úgy összevesznek, hogy Courtney kirakja Mirandát a baráti köréből. Miután Ginger kiáll Miranda mellett, ő ezt úgy értelmezi, hogy tartozik Gingernek, ezért kinevezi a legjobb barátjának. Miranda viselkedése azonban egyáltalán nem tetszik Ginger többi barátjának. Hoodsey utcagyereknek adja ki magát, hogy ezzel segítsen Mrs. Griplingnek megnyerni egy jótékonysági szervezet elnöki posztját. |     |                                                  |                       |                                                |                   |
| 26. | 6.  | Sibling Revile-ry                                | Anthony Bell          | Erin Ehrlich                                   | 2002. március 24. |
| Gingert beválasztják az iskolatanácsba. Létrehoz egy "nagy testvér" programot, aminek az a lényege, hogy ha valaki rosszat csinál, akkor nem büntetik meg, hanem mellérendelnek egy idősebb diákot, aki jó példával járhat elő. Csakhogy a program váratlanul népszerű lesz és rengetegen csinálnak szándékosan rossz dolgokat, csak hogy a programba kerülve felsőbb évesek kerüljenek melléjük. Mikor Carl tönkreteszi az iskola derítőjét, mellé egy katonás fiatalt raknak, aki kisangyalt akar csinálni Carlból.                                                     |     |                                                  |                       |                                                |                   |
| 27. | 7.  | Losing Nana Bishop                               | Dean Criswell         | Eryk Casemiro                                  | 2002. március 31. |
| Meghal Dodie és Hoodsey nagyanyja. Mrs. Bishop azt akarja, hogy Hoodsey mondjon beszédet a temetésen, csakhogy ő nem tudja, mit mondjon, mert ő sosem állt hozzá olyan közel, mint Dodie. Az esemény arra inspirálja Gingert, hogy tudjon meg többet a saját nagyanyjáról, és ezért az apjához fordul. Carl és Hoodsey véletlenül megláncolják magukat és egy vasálarc is a fejükre kerül, amikor elveszítik a kulcsot. |     |                                                  |                       |                                                |                   |
| 28. | 8.  | TGIF                                             | Joseph Scott          | Barbara Schwartz                               | 2002. április 7.  |
| Péntek 13-án fedezik fel, hogy Gingerék lakása rettenetesen elkezd penészedni, ami felkelti a média figyelmét is. Lois és Carl a legjobbat akarják ebből kihozni, ha már így alakult, Ginger viszont nem költözik velük átmenetileg Bishopékhoz, hanem Courtneyhoz. Carl csalódott, mert Hoodsey nem akar neki segíteni átélni minden idők legbalszerencsésebb élményét. |     |                                                  |                       |                                                |                   |
| 29. | 9.  | Lunatic Lake                                     | Michael Dædalus Kenny | Eryk Casemiro                                  | 2002. április 14. |
| Macie és Ginger Dodie családjával készülnek vakációzni, amitől kicsit tartanak, Mrs. Bishop habitusa miatt. Carl és Hoodsey egy filmet akarnak forgatni a helyszínen, mégpedig egy elmegyógyintézetből szökött beteg főszereplésével. Mikor éjszaka megszöknek, Joann és a gyerekek a nyomukba indulnak, ám végül találkoznak egy igazi őrülttel. |     |                                                  |                       |                                                |                   |
| 30. | 10. | April's Fools                                    | Anthony Bell          | Emily Kapnek & Vera Duffy                      | 2002. április 21. |
| Ginger meg akarja viccelni Dodie-t április elseje alkalmából, és fabrikál egy szerelmes levelet, az iskola legfurább diákja nevében. Dodie be kell hogy vallja, hogy neki tetszik Dustin, csakhogy Dustinnak meg inkább Macie jön be. Carl átveri Blake-et, akivel elhiteti, hogy eladta a manduláit - csakhogy azokat Joann valójában kidobta a szemétbe. |     |                                                  |                       |                                                |                   |
| 31. | 11. | Ms. Foutley's Boys                               | Ron Noble             | Emily Kapnek                                   | 2002. április 28. |
| Lois elkezd randevúzni az ezermesterrel, Buzz-zal, aki megoldotta a házuk problémáit. Nem sokkal ezt követően Buzz és a három gyereke beköltöznek a házba, amit a férfi kérés nélkül elkezd javítgatni. Ginger őrlődik, mert nem szereti Buzzt, de azt sem szeretné, ha az anyja egyedül maradna. Carl a legújabb találmányához Buzz három fiát használja fel. |     |                                                  |                       |                                                |                   |
| 32. | 12. | Love with a Proper Transfer Student              | Dean Criswell         | Emily Kapnek, Sheila M. Anthony & Erin Ehrlich | 2002. május 5.    |
| Dodie jelentkezik az iskolai musicalbe, azt remélve, hogy főszerepet kap és megcsókolhatja Joaquint, az új diákot. Gingernek is tetszik az új fiú, és amikor végül ő kapja meg a szerepet, a színpadi csók tényleg szenvedélyesbe megy át, ami a két lány közt feszültséget okoz. Carl és Hoodsey korábban szerelmi bájitalt kotyvasztottak, és most úgy vélik, hogy miután Ginger megitta azt, mindenért ők a felelősek. Utóbb kiderül, hogy Lois fogyasztotta el, és rá nem volt semmilyen hatással.                                                                    |     |                                                  |                       |                                                |                   |
| 33. | 13. | Family Therapy                                   | Joseph Scott          | Sheila M. Anthony & Paul Greenberg             | 2002. május 12.   |
| Macie szülei elfelejtik a lányuk tizenharmadik születésnapját. Mikor Ginger ezt közli velük, elszégyellik magukat és elhatározzák, hogy mindent megtesznek a kedvéért. Úgy kezdik el kezelni őt, mintha négyéves lenne. Macie-nek eleinte imponál az, hogy visszakapja az ellopott gyerekkorát, ám hamar rájön, hogy ő már tizenéves és a szüleinek így is kell bánnia vele. Carl egy földikutya elől kezd el rettegve menekülni, amelyik felmászott a nadrágján, ám rájön, hogy az állat jobban fél tőle, mint ő tőle.                                                   |     |                                                  |                       |                                                |                   |
| 34. | 14. | New Girl in Town                                 | Michael Dædalus Kenny | Sheila M. Anthony                              | 2002. május 19.   |
| Laetitia Bowers, az új diák az iskolában számkivetett lesz. Ennek oka az öltözködése és hogy mindig egy hamis koponyát hord magánál. Elterjed a pletyka, hogy azért költöztek a városba, mert a lány apja, aki patológus, véletlenül bebalzsamozott valakit, aki még élt. Ginger nem ül fel ezeknek a pletykáknak, és igyekszik Laetitia nevét tisztázni. Brandon születésnapi partiján Carl és Hoodsey szánalomból ottmaradnak, mert rajtuk kívül senki nem jött el. |     |                                                  |                       |                                                |                   |
| 35. | 15. | Ginger szerelmes (Ginger's Solo)                 | Ron Noble             | Emily Kapnek & Erin Ehrlich                    | 2002. június 2.   |
| Az iskolai zenekar Sasha iskolájában fog fellépni. Ginger úgy dönt, kihasználja a lehetőséget, és triangulumon fog játszani, csak hogy ő is elmehessen, hogy láthassa a fiút. Csakhogy Sashának már van barátnője. Carl azzal próbál pénzt szerezni, hogy azt hazudja magáról, pszichotikus ereje van. |     |                                                  |                       |                                                |                   |
| 36. | 16. | Mommie Nearest                                   | Anthony Bell          | Sheila M. Anthony                              | 2002. június 9.   |
| Courtney anyjának egy balul sikerült ráncfelvarrás után a kórházban kell maradnia, emiatt Courtney Loishoz fordul vigaszul. Ginger irigykedni kezd a kettejük viszonyára, főleg amikor Courtney pár napra hozzájuk költözik. Carl nagyobb állat szeretne, Dr. Dave azonban meggyőzi, hogy mielőtt megműttetné magát, hordjon pár napig egy mesterségeset. |     |                                                  |                       |                                                |                   |
| 37. | 17. | And She Was Gone                                 | Mark Risley           | Emily Kapnek                                   | 2002. június 16.  |
| Egy versenyre Ginger ír egy verset, mely egy lányról szól, aki el akar tűnni. Mikor Mrs. Zorski elolvassa, azt hiszi, hogy Gingernek öngyilkos gondolatai vannak, ezért elküldi az iskolapszichológushoz. Carl egy láthatatlanná tevő port tesztel Noelle Sussmanen, akiről azt gondolja, hogy egy senki. De amikor a lány tényleg eltűnik, megbánja tettét. Az epizódot Emmy-díjra jelölték. |     |                                                  |                       |                                                |                   |
| 38. | 18. | Courtneynak semmi reménye (No Hope for Courtney) | Dean Criswell         | Emily Kapnek & Laura McCreary                  | 2002. június 23.  |
| Ginger segít egy Hope Rogers nevű lánynak magabiztosabb lenni. Ez visszafelé sül el, mert a megnőtt önbizalma miatt Hope teljesen megváltozik, és még Courtney pozícióját is megszerzi. Emiatt az összes régi barátnője Courtney ellen fordul. Mrs. Gordon, akinek elege van Carl trükkjeiből, úgy dönt, nyugdíjba megy. Carlnak hiányozni kezd a tanárnője, akit meggyőz, hogy térjen vissza, de mielőtt erre sor kerülhetne, meghal. Az epizódot a Mrs. Gordont alakító szinkronszínésznő, Kathleen Freeman emlékének ajánlották, aki a rész készítése közben hunyt el. |     |                                                  |                       |                                                |                   |
| 39. | 19. | Next Question                                    | Joseph Scott          | Eryk Casemiro                                  | 2003. június 22.  |
| Ginger beleszeret az egyik tanárába, Mr. Gardnerbe, Dodie pedig meggyőzi arról, hogy az érzés kölcsönös. Ginger végül kínos helyzetbe hozza magát, amikor egy tévé által is közvetített kvízversenyen színt vall előtte. Carl és Hoodsey a város mormotáját akarják kiszabadítani. |     |                                                  |                       |                                                |                   |
| 40. | 20. | Driven to Extremes                               | Michael Dædalus Kenny | Nate Eddinger & Erin Ehrlich                   | 2003. június 29.  |
| Egy nagyon szigorú helyettesítő tanár érkezik Mrs. Zorski helyére, aki tönkreteszi mindenki életét. Miranda meggyőzi a diákokat, hogy menjenek el a házához és dobálják meg tojással, amikor ajtót nyit. Ginger szerint ez túl sok, ezért visszakozik, sőt egy idő után sajnálni kezdi a tanárt, és elhatározza, hogy közbelép. Végül aztán éppen ő lesz az, aki még büntetést is kap mindenért. Carl felajánlja, hogy egy tehetségkutató versenyre megtanítja Mr. Licorice-t motorozni.                                                                                  |     |                                                  |                       |                                                |                   |

### Harmadik évad (2003-2004, 2006)
| Sor. | Év.    | Cím                                           | Rendező                                            | Író                          | Premier             |
| --- | ------ | --------------------------------------------- | -------------------------------------------------- | ---------------------------- | ------------------- |
| 41-43. | 1-3.   | Foutley's on Ice                              | Michael Dædalus Kenny, Anthony Bell & Joseph Scott | Emily Kapnek                 | 2003. augusztus 9.  |
| Miranda és Mipsy elérik, hogy Ginger kapjon ösztöndíjat egy művészeti iskolába egy félévre, jó távol tőlük. Ettől azt remélik, hogy nagyobb figyelmet kapnak Courtney-tól. Mikor Ginger megérkezik az új iskolába, Mipsy unokatestvére, Mitzi (aki mint Thea mutatkozik be neki) feladata az, hogy elérje, hogy Ginger már vissza se akarjon jönni. Darren elkezd érezni valamit Ginger iránt. Courtney elkezd egyre több időt tölteni Dodie és Macie társaságában, mert úgy véli, hogy általuk kaphat valamit Gingerből is. Egy idő után rájön a trükkre, és megpróbálja visszahozni Gingert. Carl féltékeny lesz Hoodseyra, mert nagyon jól kijönnek Noelle-lel, akit a telekinetikus képességei miatt egy versenyre is benevezett.                                                 |        |                                               |                                                    |                              |                     |
| 44. | 4.     | Kettős játszma (Wicked Game)                  | Ron Noble                                          | Emily Kapnek                 | 2003. augusztus 30. |
| Ginger visszatért a városba, és ő meg Darren hivatalosan is egy pár. Ez nagyon nem tetszik se Dodie-nak, se Macie-nek, mert rájuk jóval kevesebb ideje jut. Mipsynek és Mirandának szintúgy nem tetszik a helyzet, mert Ginger most már figyelmen kívül hagyja őket, így nem tudnak vele sehogy sem kibabrálni. Ezért aztán ők négyen szövetkeznek, hogy szétválasszák Gingert és Darrent. Courtney azonban leleplezi őket Ginger előtt. Egy fogadáson Noelle elveszíti Carlt Polly Shuster javára, így Carlnak egész hétvégén papagájosat kell játszania Pollyval. Blake mindezt lefényképezi, hogy megzsarolhassa vele. |        |                                               |                                                    |                              |                     |
| 45. | 5.     | A húsvéti sonka (The Easter Ham)              | Dean Criswell                                      | Eryk Casemiro                | 2004. április 11.   |
| Lois és Joann összevesznek az utolsó húsvéti sonkán a szupermarketben. Joann-nek végül kórházba kell mennie, de előbb még kitiltja Foutley-ékat Bishopéktól. Gingernek el kell döntenie, hogy Darren születésnapi bulijába meghívja-e Dodie-t vagy sem. Carl, Brandon és Hoodsey húsvéti cukorkát kezdenek el árulni. Mikor Brandon kiszáll, Hoodsey lép a helyére, csakhogy Joann tiltása miatt elég nehéz helyzetbe kerülnek. |        |                                               |                                                    |                              |                     |
| 46. | 6.     | Aki mer, az nyer (About Face)                 | Anthony Bell                                       | Emily Kapnek                 | 2004. május 23.     |
| Joann helyettes tanár lesz az iskolában, Dodie-nak pedig nagyon rosszul esik, hogy az anyját sokkal jobban érdekli Courtney és az ő társasága, mint ő. Később rájön, hogy ez azért is lehetett, mert az anyja sem volt túl népszerű gyerek fiatalkorában. Dr. Dave azt tervezi, hogy megkéri Lois kezét, csakhogy a jegygyűrű rászorul Carl ujjára. Blake ezt és az elkészült fotókat akarja arra használni, hogy egyszer és mindenkorra tönkretegye Carl és Noelle kapcsolatát. Ráadásul megérkezik Dr. Dave anyja is, aki nem szíveli Loist. |        |                                               |                                                    |                              |                     |
| 47-48. | 7-8.   | A pillangók kirepülnek (Butterflies Are Free) | Michael Dædalus Kenny & Ron Noble                  | Eryk Casemiro & Emily Kapnek | 2004. június 13.    |
| Ginger és a barátnői elvégzik az iskolát és készen állnak arra, hogy eggyel feljebb lépjenek. A végzősök nevében Gingernek kellene beszédet mondania, ami nehezére esik, mert rádöbben, hogy ő és a barátnői mennyire másfelé tartanak az életben. Macie új zenésztársa felkelti a figyelmét, Darren focizni kezd, Dodie pedig az iskolai szurkolócsapat tagja lesz. Carl és Hoodsey is elvégzik az általános iskolát, és végül rájönnek, hogy Polly Shuster szerezte meg Carl szemgolyóját, Blake manduláit, valamint Mr. Licorice fogát, hogy azt berakhassa egy időkapszulába. |        |                                               |                                                    |                              |                     |
| 49. | 9.     | Heat Lightning                                | Michael Dædalus Kenny                              | Eryk Casemiro                | 2004. június 27.    |
| Ginger, Dodie, Macie és Courtney visszatérnek Camp Caprice-re, ezúttal segítőként. Ginger kezdi azt érezni, hogy hozzá nem Darren, hanem inkább Sasha illene. Később aztán rájön, hogy nem akar tőle semmit, csak azokat az érzéseket szeretné újraélni, amiket az első találkozásukkor érzett. Dr. Dave-nek és az anyjának is be kell költöznie a Foutley-házba, a lakásuk fertőtlenítésének idejére. Carl és Hoodsey a frissen érkezett hőhullámmal küzdenek. |        |                                               |                                                    |                              |                     |
| 50. | 10.    | Fair to Cloudy                                | Andrei Svislotski                                  | Kate Boutilier               | 2004. július 4.     |
| Ginger, Dodie és Macie az éves kirándulásukra készülnek a megyei vásárba, csakhogy ezúttal Darren is velük tart. Dodie ezért bosszúból elhívja Courtneyt is. Darren az egészet bénának tartja, Courtneyt pedig minden apró dolog érdekel. Carl és Hoodsey ki akarnak szabadítani egy kétfejű lovat. Ez volt az utolsó epizód, amit a Nickelodeon leadott. A következő két részt a NickToons mutatta be. |        |                                               |                                                    |                              |                     |
| 51. | 11.    | Ten Chairs                                    | Ron Noble                                          | Eryk Casemiro                | 2004. november 14.  |
| Hálaadáskor az utolsó helyet az asztaluknál Ginger az apjának akarja adni, amiről Lois nem tud, Carlnak pedig nem tetszik. Carl és Hoodsey vesznek egy pulykát, csak azért, hogy szabadon engedhessék. |        |                                               |                                                    |                              |                     |
| 52. | 12.    | Stuff'll Kill Ya                              | Mark Risley                                        | Emily Kapnek                 | 2006. november 14.  |
| Ginger szoros középiskolai napirendje miatt egy koffeines energiaitalt kezd el fogyasztani, hogy ébren maradjon. Ez eleinte felpörgeti, aztán amikor elmúlik a hatása, még rosszabbul lesz, ezért hamar a függőjévé válik. Carl, aki nem tiszteli a szabályokat, úgy hiszi, hogy valami halálosat lélegzett be. Hamar kiderül, hogy ezt a történetet csak a tanára találta ki, hogy visszavágjon a lányáért. |        |                                               |                                                    |                              |                     |
| 53. | 13.    | Detention                                     | Ron Noble                                          | Adam Cohen                   | 2016. október 22.   |
| Ginger büntetésbe kerül, miután elalszik az órán, így nem tud elmenni Darren focimeccsére sem. Tudja, hogy ez rosszul esne a fiúnak, ezért arra kéri Dodie-t, hogy öltözzön be úgy, mintha ő lenne és menjen el helyette. A büntetésben Ginger találkozik egy fiúval, Orionnal, akivel összebarátkoznak. Az epizódot a TeenNick adta le 2016-ban. |        |                                               |                                                    |                              |                     |
| 54. | 14.    | Kiss Today Goodbye                            | John Holmquist                                     | Kate Boutilier               | 2016. október 22.   |
| Miközben Dodie próbál bekerülni a pompomlánycsapatba, véletlenül rájön, hogy Darrennek viszonya van a vezérszurkolóval, Simone-nal. El akarja mondani Gingernek, de attól fél, hogy innentől semmi esélye tagnak lenni, Simone bosszúja miatt. Ezért aztán egy levelet ír Darrennek, amiben azt kéri, hogy tisztázzák a kapcsolatukat. Carl és Hoodsey házvadászatra mennek. Az epizódot a TeenNick adta le 2016-ban. |        |                                               |                                                    |                              |                     |
| 55. | 15.    | A Lesson in Tightropes                        | Mark Risley                                        | Emily Kapnek                 | 2016. október 23.   |
| Darren végre elhatározza, hogy elmondja az igazat Gingernek, és szakít vele. Gingert a barátai próbálják vigasztalni, majd odahaza álomba sírja magát. Másnap amikor Lois megnézi, hogy hogy van, döbbenten látja, hogy eszméletlen - Gingernek komoly vakbélgyulladása alakult ki és kórházba kell vinni, ahol Dr. Dave műti meg. Felépülése közben sokan meglátogatják, köztük az apja is. Carl attól tart, hogy a felbukkanása tönkreteszi Lois és Dr. Dave kapcsolatát. Ezalatt Orion is megvallja, hogy érez valamit Ginger iránt. Az epizódot a TeenNick adta le 2016-ban. |        |                                               |                                                    |                              |                     |
| 56. | 16.    | Dodie's Big Break                             | Michael Dædalus Kenny                              | Adam Cohen                   | 2016. október 23.   |
| Ginger visszatér az iskolába, Dodie pedig az iskolai szurkolócsapat kabalájának szerepét kapja meg. Egy gyakorlat közben a pompomcsapat balesetet szenved, összedől a piramisuk és ráesnek Dodie-ra, akinek emiatt eltörik a lába. A pompomcsapat úgy dönt, hogy beveszik őt maguk közé, kárpótlásul. Ennek hatására Dodie elkezdi hanyagolni a barátait, akiknek elegük lesz az egészből. Rájönnek, hogy csak megjátszotta, hogy eltörte a lábát, és ráveszik, hogy leplezze le magát. Ezalatt Carl összeáll egy ingatlanügynökkel. Az epizódot a TeenNick adta le 2016-ban. |        |                                               |                                                    |                              |                     |
| 57. | 17.    | Battle of the Bands                           | Andrei Svislotski                                  | Adam Cohen                   | 2021. január 12.    |
| Ginger megtudja, hogy a zenekar költségvetése kisebb lesz, mert kell a pénz a focicsapat foltálló mezeire. Dühös lesz és elhatározza, hogy petíciót indít ez ellen, elmondása szerint Macie-nek segítve ezzel. Darren ezzel szemben egy ellenkampányt indít. Miközben egymásnak feszülnek a felek, Ginger rájön, hogy emögött a motivációját az jelenti, hogy vissza akarja szerezni Darrent. Carl, aki megfogadja, hogy jó lesz, amint bekerül az új iskolába, hangokat kezd el hallani a fejében, amik rosszaságra csábítják. Ő és Hoodsey, kihasználva a kiskaput, inkább Ginger középiskolájában kezdenek ámokfutásba, és ezzel beavatkoznak a kampányba is. Az epizódot a CBS All Access (Paramount+) adta le 2021-ben.                                                          |        |                                               |                                                    |                              |                     |
| 58-60. | 18-20. | The Wedding Frame                             | Michael Dædalus Kenny, Ron Noble & Mark Risley     | Emily Kapnek & Eryk Casemiro | 2021. január 12.    |
| Közeledik Dr. Dave és Lois esküvője, amit valaki szabotálni próbál: Dr. Dave anyja felbérli Nikki LaPorte-ot, hogy játssza el a férfi régi barátnőjét. Miközben Ginger segédkezik az anyjának, rájön, hogy elköteleződési problémái vannak: együtt van egy új kapcsolatban Orionnal, de közben nem tisztázta az érzéseit Darren iránt sem. Carl, Hoodsey és Noelle mind azon vannak, hogy elhárítsák az akadályokat az esküvő elől. Courtney családja elveszíti minden vagyonát, miután Mr. Griplinget letartóztatják. Az epizódban látható jövőbe tekintések alapján feltételezhető, hogy Ginger és Darren a jövőben újra összejönnek, és közös gyerekük is lesz. Az epizódot 2021-ben a CBS All Access (Paramount+) adta le, de 2004 novemberében már megjelent DVD-n és VHS-en is. |        |                                               |                                                    |                              |                     |